# Estádio Municipal Nelson Oyarzún Arenas
O Estádio Municipal Nelson Oyarzún Arenas é um estádio de futebol situado em Chillán no Chile. É utilizado pelo Ñublense no mando de suas partidas e seu nome é em homenagem ao ex-técnico do clube que morreu em 10 de setembro de 1978. Foi inaugurado em 1961 com capacidade para 17.500 espectadores e foi demolido e reconstruído para atender as exigência para ser uma das sedes da Copa do Mundo Sub-20 Feminina. Foi reinaugurado em 2 de novembro de 2008 pela presidente Michelle Bachelet.